# VK 20

VK 20 (M)

VK 20 (VollKetten 20 — полногусеничный танк весом 20 тонн) — опытный немецкий средний танк времён Второй мировой войны, разрабатываемый фирмами Daimler-Benz, Krupp и MAN для замены средних танков Pz.Kpfw.III и Pz.Kpfw.IV.

## История создания
Предполагалось, что танк VK 20 сможет заменить немецкие средние танки Pz.Kpfw.III и Pz.Kpfw.IV. Первоначально предполагалось, что масса танка должна составить 20 тонн, но в ходе разработки масса была увеличена до 24 тонн. Проектированием и разработкой занялись три компании: Daimler-Benz (D), Krupp (IV) и MAN (M). К ноябрю 1941 года фирмы почти закончили проектирование, но от проекта танка было решено отказаться в виду устаревшей конструкции корпуса, кроме того на поле боя появилось большое количество советских средних и тяжёлых танков Т-34 и КВ-1.
Рейхсминистр Фриц Тодт заявил, что необходимо разработать и начать производство танка массой 30 тонн. Себастьяном Фихтнером было создано новое техническое задание. Танк должен обладать массой в 30 тонн и бронёй с рациональными углами наклона. Таким танком стал VK 30, который в ходе разработки стал Pz.Kpfw.V «Пантера».

## Проектирование и разработка

### Daimler-Benz

#### VK 20.01(III)
Компания Daimler-Benz получила контракт на разработку 20-тонного танка на замену Pz.Kpfw.III. К 14 декабря 1938 года фирма завершила дизайн-проект. Танк должен был оснащаться двигателем Maybach HL 116 мощностью 300 л.с. Также, предполагалось, что танк будет заимствовать некоторые комплектующие от Z.W.38. Проект получил дальнейшее развитие в качестве прототипа.

#### VK 20.01(D)
VK 20.01(D) — дальнейшее развитие проекта VK 20.01(III). Представляет собой рабочее шасси без башни, на котором отрабатывалась подвеска. Вместо башни использовался полноразмерный макет. На прототипе вместо торсионной подвески было решено использовать попарно блокированную подвеску с листовыми рессорами. Опорные катки большого диаметра устанавливались в шахматном порядке. От полуавтоматической коробки передач Maybach Variorex 328 145 отказались в пользу планетарной коробки передач. Вместо двигателя Maybach HL 116 было решено установить дизельный двигатель MB 809 мощностью 315 л. с. Таким образом, VK 20.01(D) стал первым немецким танком с дизельным двигателем.

### Krupp

#### VK 20.01(IV)
Проект дальнейшего развития серии танков B.W, разработанной также компанией Krupp. Мотор и трансмиссия для проекта были взяты от VK 20.01 (III). В качестве подвески была использована попарно блокированная подвеска с листовыми рессорами на подобии подвески Pz.Sfl.IVb, но с увеличенными до 630 мм опорными катками. Первоначально танк имел индекс VK 20.01 (IV), но в ноябре 1939 года он сменился на VK 20.01 (BW), а в декабре — на B.W.40. 16 мая 1940 года проект танка B.W.40 был отменён.

### MAN

#### VK 20.02 (М)
Проект танка, разработанный компанией MAN на замену Pz.Kpfw.III. Предполагалось установить полуавтоматическую коробку передач ZF SMG 91. В качестве подвески предполагалась установка торсионной подвески с двумя свечными пружинами на переднем и заднем опорном катке. Опорные катки должны были располагаться в шахматном порядке. 18 ноября 1941 после комиссии во главе с Себастьяном Фихтнером был сделан вывод о том, что данный проект на фоне советских танков Т-34 и КВ-1 уже устарел. MAN пытался спасти проект, представив 25 ноября 1941 года новый проект под обозначением VK 24.01 (M), который получил бронирование под рациональным наклоном. Но данный проект свернули по причине отказа от танка VK 20. Но наработки по VK 24.01 (M) были использованы в новом конкурсе на 30-тонный танк, в котором выиграл MAN. Новый танк получил обозначение Pz.Kpfw.V «Пантера».